# Agder
Agder (em norueguês: Agder) é um dos 15 condados da Noruega.
Está situado no sul do país.
É limitado a norte e a leste pelo condado de Vestfold og Telemark, a sul pelo Mar do Norte, e a oeste pelo condado de Rogaland.
Tem uma área de 16 434 km² e 307 233 habitantes (2020).

O atual condado de Agder foi criado em 1 de janeiro de 2020 pela fusão dos antigos condados de Aust-Agder e Vest-Agder.

## Comunas
O condado de Agder abrange 25 comunas desde a Reforma Regional da Noruega em 2020.

- Arendal
- Birkenes
- Bygland
- Bykle
- Evje og Hornnes
- Farsund
- Flekkefjord
- Froland
- Gjerstad
- Grimstad
- Hægebostad
- Iveland
- Kristiansand
- Kvinesdal
- Lillesand
- Lindesnes
- Lyngdal
- Risør
- Sirdal
- Tvedestrand
- Valle
- Vegårshei
- Vennesla
- Åmli
- Åseral

Condado de Agder
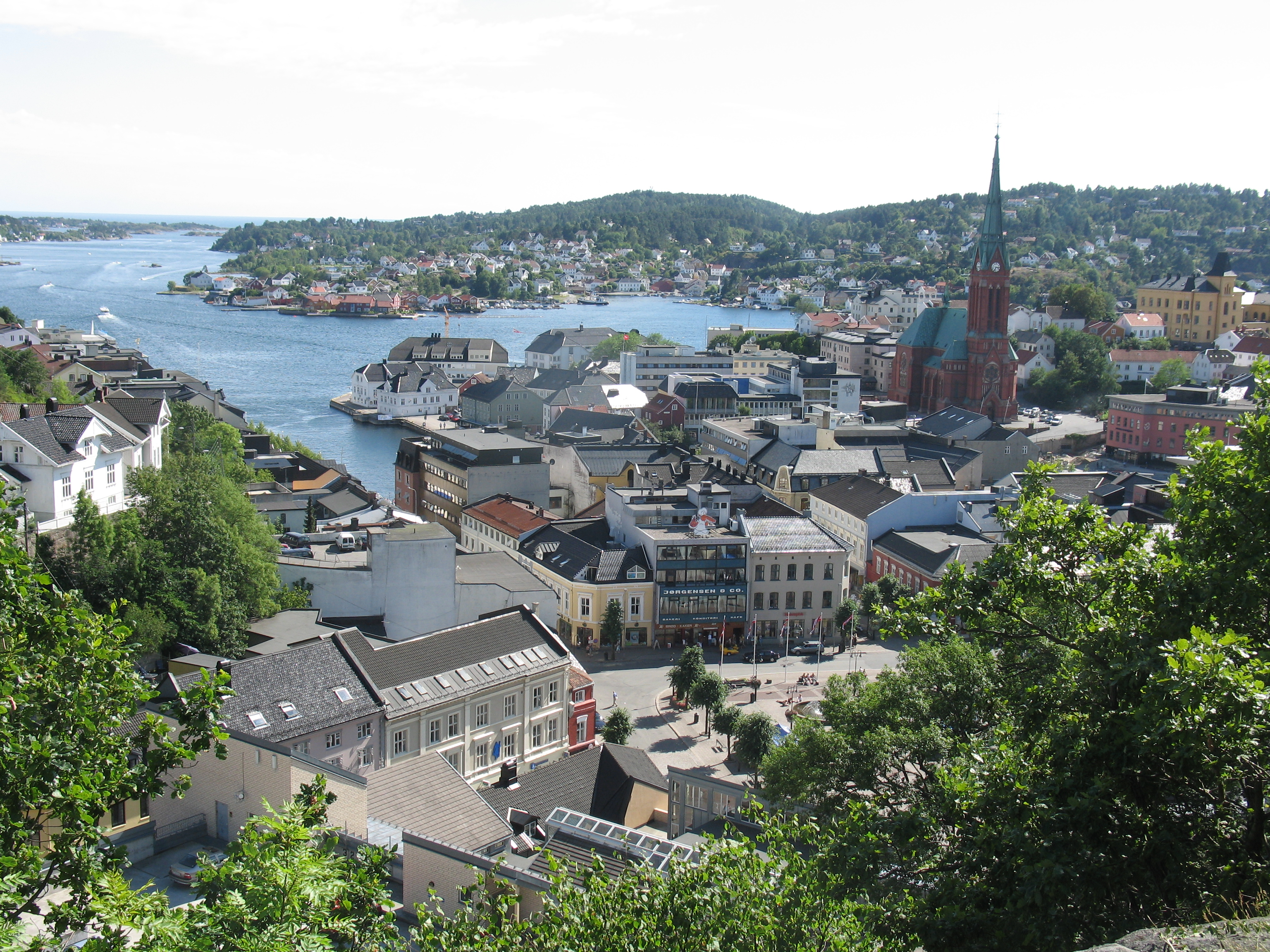
A cidade de Arendal
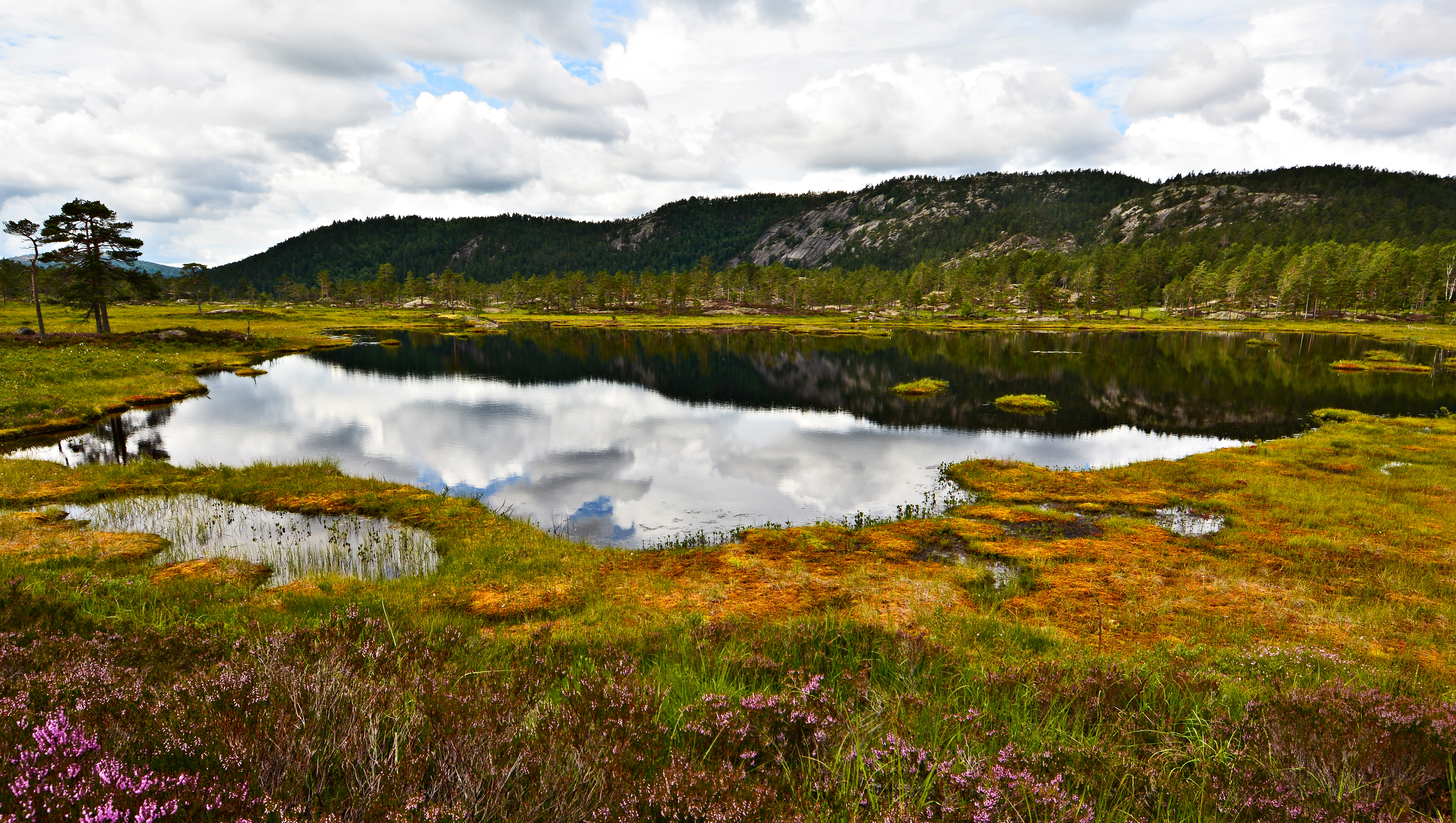
O vale de Hovassdalen
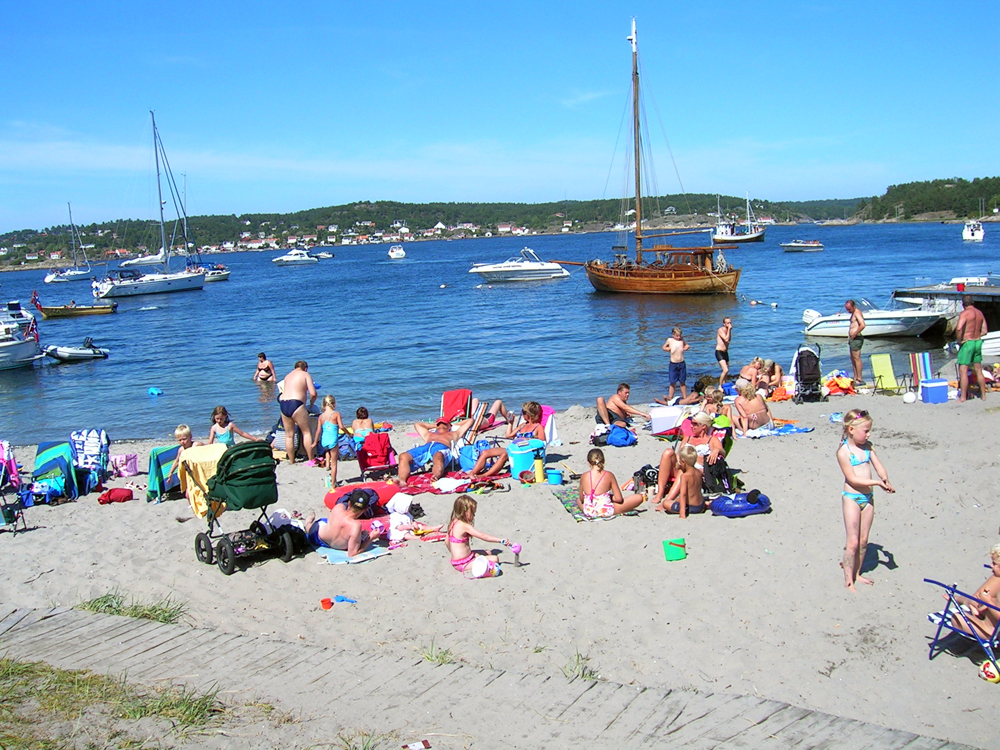
A praia de Merdø
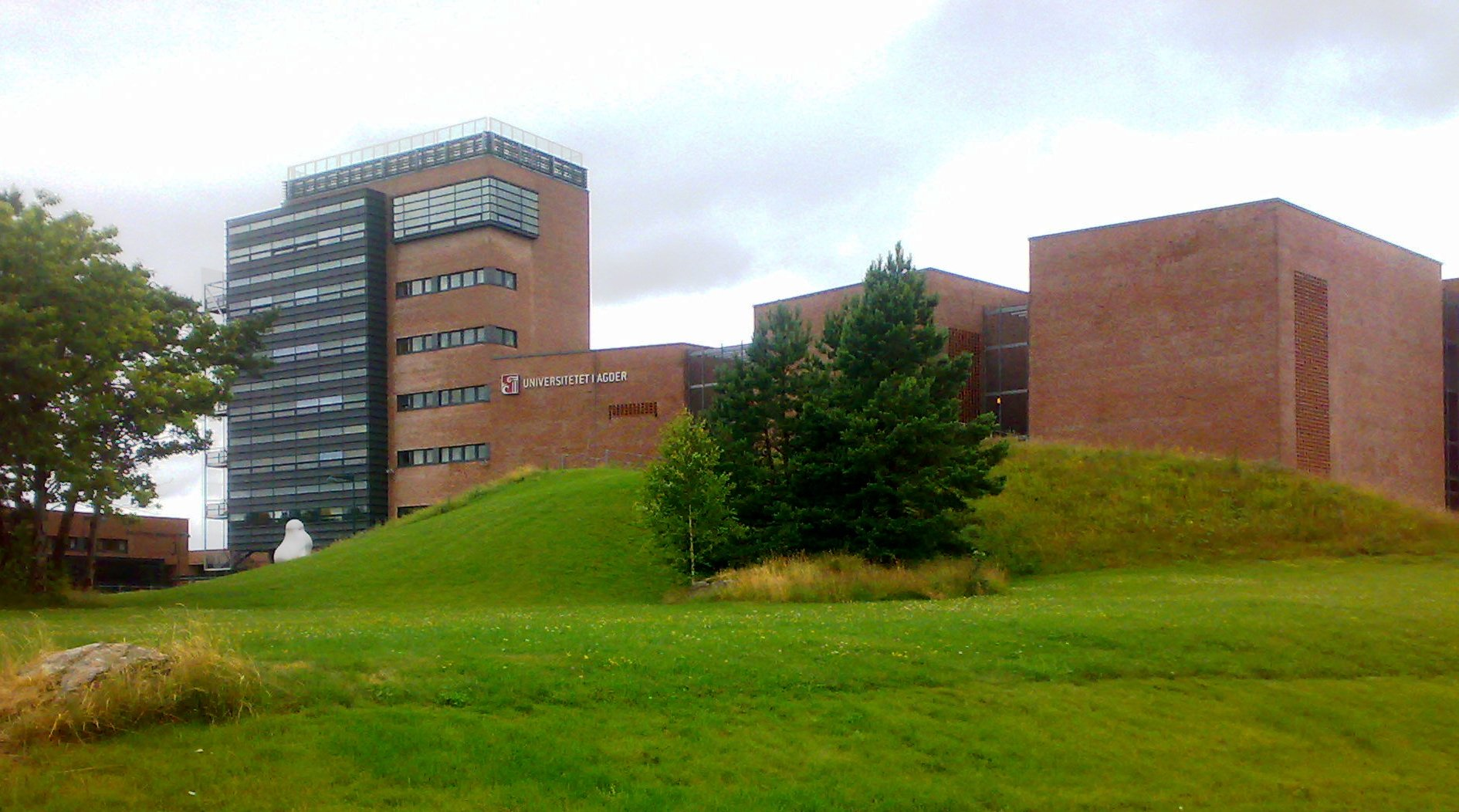
A Universidade de Agder